# 生駒山
生駒山（日语：／ ikomayama、ikomasan */?）是一橫跨奈良縣生駒市與大阪府東大阪市的標高642m的山峰。為生駒山地的主峰。設有一等三角點的山頂位於奈良縣一側，山上有游樂園。生駒山是關西地區各廣域電視台的主要發射信號地。

## 地形
生驹山的大阪一侧地形较急，奈良一侧较缓。山内部有水源，从大阪奈良两侧流出。

## 外部連結
- 國土地理院 地圖閱覽系統 2万5千分1地形圖名：生駒山 （西南） （页面存档备份，存于）